# 오마르 비스켈
오마르 엔리케 비스켈 곤살레스(스페인어: Omar Enrique Vizquel González, 1967년 4월 24일 ~ )는 베네수엘라의 은퇴한 프로 야구 선수이자 지도자로, 별명은 "리틀 오"(Little O)이다. 23시즌 동안 메이저 리그 베이스볼(MLB)에서 유격수로 활약했다. 시애틀 매리너스, 클리블랜드 인디언스, 샌프란시스코 자이언츠, 텍사스 레인저스, 시카고 화이트삭스, 토론토 블루제이스 등지에서 선수 생활을 했다. 현재 디트로이트 타이거스의 내야 수비 및 1루, 주루 코치로 활동하고 있다.